# مارد
مارد، روستایی است از توابع بخش مرکزی شهرستان خرمشهر در استان خوزستان ایران. روستای مارد در حدود ۲۰ کیلومتری شمال آبادان و در کنار جاده اهواز - آبادان واقع است.

## جمعیت
این روستا در دهستان حومه شرقی  قرار داشته و براساس آخرین سرشماری مرکز آمار ایران که در سال ۱۳۸۵ صورت گرفته، جمعیت آن  ۳۲نفر (۹خانوار) بوده‌است.